# Maio
Maio è un'isola di Capo Verde, appartenente al gruppo delle Sotavento. L'intera isola costituisce il territorio della Contea di Maio.

## Storia
L'isola fu scoperta il 1º maggio 1460 dai navigatori Diogo Gomes e António de Noli, prendendo nome dal mese in cui si realizzó tale avvenimento. Dopo la nascita dei primi insediamenti, ebbe un periodo di prosperità economica legata soprattutto alla raccolta del sale.
Poiché molte navi inglesi passavano di là per fare rifornimento, il porto d'imbarco prende il nome di Porto Inglês.
Nel XIX secolo, l'economia dell'isola raggiunse il suo apogeo con l'esportazione di sale verso il Brasile.

## Geografia
Maio è la più orientale del gruppo delle isole Sotavento; si trova a sud di Boa Vista e ad est di Santiago. Ha una lunghezza di 31 km dall'estremità nord (Ponta Cais) a quella sud e una larghezza compresa fra 20 e 25 km, per un'area complessiva di 269 km².
Il punto più elevato è Monte Penoso (436 m), sulla costa orientale. Nella parte settentrionale dell'isola si trova una pianura salina nota come Terra Salgadas. La costa comprende diverse baie, tra cui Galeão e Santana.

## Insediamenti
Oltre al capoluogo Vila do Maio, l'isola comprende alcuni insediamenti formati a volte da poche abitazioni sparse: Alcatraz, Barreiro, Calheta, Figueira da Horta, Figueira Seco, João, Lagoa, Monte Branco, Morro, Morrinho, Pedro Vaz, Pilão Cão, Porto Cais, Praia Gonçalo, Ribeira Dom João, Santo Antônio

## Strutture
Vila do Maio è sede di un aeroporto. Vi si trovano anche alcune scuole, chiese,  strutture alberghiere e un pontile a cui attracca il traghetto (settimanale) che collega l'isola con Santiago.